# Yuki Otsu
Yuki Otsu, född 24 mars 1990 i Mito, Ibaraki prefektur i Japan, är en japansk fotbollsspelare som sedan 2015 spelar i Kashiwa Reysol.